# Aethes ardezana
Aethes ardezana es una especie de polilla del género Aethes, categorizada en la tribu Cochylini, de la subfamilia Tortricinae.

## Distribución
Se distribuye por Suiza.

## Taxonomía
Fue descrita por Muller-Rutz en 1922 y publicada en (Phalonia), Mitt. schweiz. ent. Ges 13: 226.